# Leordean Vlad
Leordean Vlad (n. 10 mai 2015, Pui, Județul Hunedoara), este un fotbalist român, portar, care joacă în echipa de juniori Politehnica Timișoara.

### Jucător

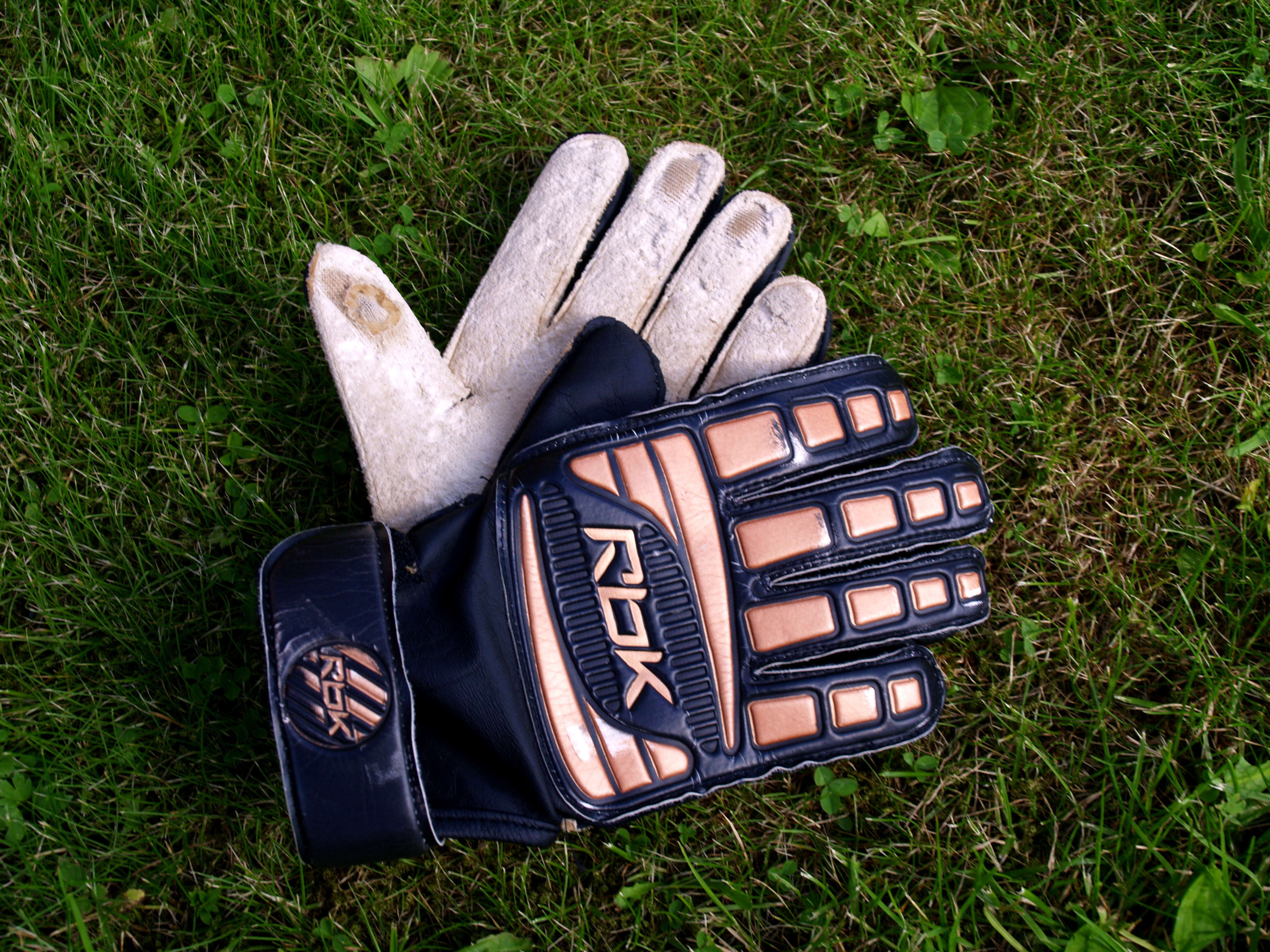
Manusi de portar

## Titluri
Cu Poli Timișoara :

## Statistici ale carierei
| Sezon   | Club | Țară    | Meciuri | Goluri |
| ------- | ---- | ------- | ------- | ------ |
| juniori |      | România | N/A     | N/A    |
| juniori |      | România | N/A     | N/A    |
|         |      | România |         |        |
|         |      | România |         |        |
|         |      |         |         |        |
|         |      |         |         |        |